# Internationale Lotterie in Liechtenstein Foundation
Die Internationale Lotterie in Liechtenstein Stiftung (ILLF) war eine von der Regierung genehmigte und vom Staat kontrollierte wohltätige Stiftung, die Internetlotterien betreibt. Die ILLF war ein Pionier auf dem Gebiet Internet-Gaming: Sie startete die erste Online-Lotterie, PLUS Lotto, im Jahr 1995 und verarbeitete damals die erste Kreditkarten-Transaktion für Internetspiele überhaupt. Die ILLF unterstützte wohltätige Organisationen in Liechtenstein, welche vielfach auch Hilfsprojekte in ärmeren Ländern auf der ganzen Welt durchführten. Im Oktober 2011 informierte die Firma auf ihrer Homepage über die Stellung eines Konkursantrags.

## Chronologie
Anfang 1995 entwarfen Führungskräfte von London Mall, einem britischen Software-Entwickler, die Idee einer Internet-Lotterie. Eine Lizenz zur Durchführung einer Internet-Lotterie mit festgelegten Gewinnchancen und ohne internationale Marktbeschränkungen wurde ihnen von der liechtensteinischen Regierung erteilt. Die gemeinnützige Stiftung ‚Internationale Lotterie in Liechtenstein Stiftung’ (ILLF) wurde gegründet, um diese Lotterie zu betreiben. Die erste Seite war ‚Interlotto’. Schnell etablierte die ILLF ihre Position als eine der führenden e-Commerce-Webseiten in Europa. Die ILLF präsentierte damals auch das weltweit erste Rubbellos-Spiel im Internet.
Das erste Interlotto-Los wurde von Mario Frick, dem damaligen Regierungschef von Liechtenstein (15. Dezember 1993 – 5. April 2001) gekauft. Die erste Interlottoziehung fand am Samstagabend, 7. Oktober 1995 in der Köfferli-Bar in Vaduz, der malerischen Hauptstadt Liechtensteins, statt. Caroline Burdet, Liechtensteins erfolgreichste Bobfahrerin, zog die ersten sechs Gewinnzahlen und führte damit die erste staatlich sanktionierte Ziehung einer Internetlotterie durch.
Vierzehn Monate später, am 13. Januar 1997 wurde die Lotterie-Website von Interlotto auf PLUS Lotto umbenannt. Der Anlass war eine Vereinbarung mit der Internationalen Föderation der Rotkreuz- und Rothalbmondgesellschaften (IFRC), eine der weltweit bekanntesten und angesehensten humanitären Organisationen, wodurch die IFRC die Hauptbegünstigte der wohltätigen Spenden wurde. Die erste Ziehung unter dem Namen PLUS Lotto fand am 18. April 1997 statt.

### Konkurs
Laut eigener Aussage wurde ein Insolvenzantrag gestellt, in 2012 ging das Unternehmen in Konkurs.

## Regulierung
Die ILLF erhielt von der Regierung Liechtensteins die Lizenz zur Durchführung ihrer Lotterien. Die Lizenz war streng reguliert. Die von der Regierung ernannte Wirtschaftsprüfungsgesellschaft (Thöny Treuhand AG, Vaduz) führte die Buchprüfung der ILLF-Konten durch. Zudem überwachten sie alle Aspekte der Geschäftsvorgänge einschließlich der Überprüfung sämtlicher Ziehungsabläufe. Dies umfasste alle Lotteriespiele sowie alle Sofortgewinnspiele.
Die Partner der ILLF waren:
Thawte zertifizierte die ILLF-Internetseiten, um zu garantieren, dass persönliche Informationen wie z. B. Kreditkartendetails geschützt waren und sicher verarbeitet wurden.
Die größeren Jackpotgewinne waren mit einer mindestens als A-Standard bewerteten Sicherheit durch R K Harrison Group Limited, einem Makler von Lloyd’s, versichert. Dadurch sollte die Auszahlung der Jackpot-Gewinne garantiert werden.
Die Liechtensteinische Landesbank hielt die von Spielern einbezahlten Gelder aller ILLF-betriebenen Internetseiten, um sicherzustellen, dass die Gelder sicher verwahrt und ausbezahlt wurden. Die LLB hat eine AAA Einstufung und befindet sich mehrheitlich im Besitz des Fürstentums Liechtenstein.

## Wohltätigkeit
Einer der Schwerpunkte der ILLF war die Konzentration auf Wohltätigkeitsorganisationen. Alle Internetseiten des ILLF Netzwerkes legten einen bestimmten Anteil der Einnahmen zur Seite, um Notleidende in Liechtenstein und auf der ganzen Welt zu unterstützen. Alle Spenden wurden von einer Vergabekommission vorgenommen, die durch die Liechtensteinische Regierung kontrolliert wird.

## ILLF Netzwerk
Die ILLF betrieb mehrere Internetseiten, welche als ILLF-Marken bezeichnet wurden. In ihrer Gesamtheit boten diese Marken eine breite Palette von Spielen an.
- World Lotto Corporation war in englischer Sprache verfügbar; konnte in EUR gespielt werden.
- Lotto.li war in deutscher und englischer Sprache verfügbar und bot die Währungen EUR sowie CHF an.
- PLUS Lotto wurde auf Englisch und Deutsch angeboten; die Währungen EUR, Schweizer Franken und USD standen zur Verfügung.

## Spiele
Verschiedene Spiele wurden von den ILLF-Marken angeboten:
- Lotterien
- Sofortgewinnspiele
- Rubbellose

### Lotterien
Die ILLF bot zwei wöchentliche sowie eine monatliche Lotterie an.

#### Wöchentliche 6/49 Lotterie
In jeder Lottoziehung wurden mit einer Ziehungsmaschine sechs Zahlen plus eine Zusatzzahl aus einem Set mit 49 Kugeln gezogen. Den Spielern standen verschiedene Methoden zur Verfügung, um die sechs verschiedenen Zahlen plus eine Zusatzzahl zu wählen. Gewinne gab es für 2, 3, 4, 5 und 6 Richtige sowie für 5 Richtige plus Bonusball und 6 Richtige plus Bonusball. Alle von der ILLF betriebenen Internetseiten waren vollständig lizenziert durch die Regierung von Liechtenstein. Das bedeutet, dass alle Gewinne steuerfrei waren. Der Kaufpreis betrug EUR 3 pro Los. Die Jackpot-Gewinne betrugen mindestens EUR 20'000'000.00 und EUR 2'000'000.00 pro Woche und waren versichert bei R K Harrison Group Limited, einem Makler von Lloyd’s. Spieler hatten die Wahl zwischen einer Einmalzahlung oder der Auszahlung des Gewinnes in Form einer Rente.

#### Ziehung
Die 6/49 Lottoziehung wurde jeden Freitag im ILLF-Studio in Liechtenstein durchgeführt. Die Ziehungsaufsicht hatte ein Wirtschaftsprüfer von Thöny Treuhand AG, Vaduz. Der Prüfer überwachte die Abläufe vor der Ziehung und erhielt eine CD-ROM mit allen Losen in der aktuellen Ziehung. Dieser Datensatz bildete den definitiven Datensatz zur Verifizierung der Gewinner. Er wurde mit der Datenbank abgestimmt, bevor die Ziehung stattfinden konnte. Die Ziehung wurde mittels einer der beiden mechanischen Ziehungsmaschinen der Firma Editec (Frankreich) durchgeführt. Vor der Ziehung wurde nach dem Zufallsprinzip ein Ballset ausgewählt. Sorgfältige Testziehungen wurden durchgeführt, um sicherzustellen, dass weder die Maschine noch die Bälle manipuliert wurden. Nach der Ziehung ließ der Prüfer ein unabhängiges Programm laufen. Die ermittelten Ergebnisse wurden mit der Datenbank verglichen, um sicherzustellen, dass die Daten richtig sind und es keine Fehler gab. Die Ziehung wurde gefilmt und auf den Internetseiten der Marken veröffentlicht. Die Ziehungen wurden aufgezeichnet und für den zukünftigen Aufruf auf der Internetseite zur Verfügung gestellt.
Der Preispool für die 6/49 Lottoziehung betrug 90 % des Wertes der Loskosten. Die Aufteilung war wie folgt:
- 2 % für 6 Richtige + Bonusball
- 8 % für 6 Richtige
- 10 % für zusätzliche Sonderpreise
- Im Durchschnitt 2 % für 5 Richtige + Bonusball
- Im Durchschnitt 4 % für 5 Richtige
- Im Durchschnitt 7 % für 4 Richtige
- Durchschnittlich 30 % für 3 Richtige
- Durchschnittlich 37 % für 2 Richtige

| Treffer              | Gewinn                                       | Gewinnchancen (1 zu) |
| -------------------- | -------------------------------------------- | -------------------- |
| 6 aus 49 + Bonusball | 20'000'000.00                                | 601'304'088          |
| 6 aus 49             | 2'000'000.00                                 | 14'316'764           |
| 5 aus 49 + Bonusball | Pro-rata-Anteil aus dem restlichen Preispool | 1'179'027            |
| 5 aus 49             | Pro-rata-Anteil aus dem restlichen Preispool | 56'812               |
| 4 aus 49             | 120.00                                       | 1'032                |
| 3 aus 49             | 30.00                                        | 56                   |
| 2 aus 49             | 5.00                                         | 7                    |

Die gesamte Gewinnchance auf einen Preis stand bei 1 zu 6.63.

#### Little Big One
Little Big One war eine wöchentliche Lotterie bei der 5 aus 15 Kugeln gezogen werden. Jedes Los enthielt 5 aus 15 gewählten Zahlen. In jeder wöchentlichen Ziehung waren maximal 3003 Tickets erhältlich. Der Kaufpreis betrug EUR 6 pro Los. Es gab drei Gewinnkategorien, unter anderem ein Gewinn für 0 (Null) Richtige. Da jede Zahlenkombination nur einmal verkauft wurde, mussten Gewinner ihre Preise nicht teilen. Der Jackpot betrug garantierte EUR 2'003.00 pro Woche. Die wöchentliche Ziehung erfolgte automatisch mittels eines zertifizierten Zufallsgenerators. Die Auslosung erfolgte jeweils am Mittwoch um 11.00 Uhr in Liechtenstein. Aufgrund einer „Jackpot muss gewonnen werden“ Funktion des LBO-Spieles konnten Ziehungen auch früher erfolgen. Alle Ziehungsergebnisse wurden auf der Internetseite veröffentlicht.
Der Preispool für Little Big One betrug 80 % des Wertes der Loskosten. Die Aufteilung war wie folgt:
- 27,79 % für 5 Richtige for a 5 number match
- 49,95 % für 3 Richtige
- 20,98 % für 0 (Null) Richtige
- 1,28 % für zusätzliche Sonderpreise

| Treffer  | Gewinn (EUR) | Gewinnchancen (1 zu) |
| -------- | ------------ | -------------------- |
| 5 aus 15 | 2003.00      | 3003                 |
| 3 aus 15 | 8.00         | 6.7                  |
| 0 aus 15 | 6.00         | 11.9                 |

Die gesamte Gewinnchance auf einen Preis stand bei 1 zu 4.27.

#### Equinox Lotterie
Pro Ziehung, die zweimal wöchentlich stattfand, wurden nur 2'000 Losnummern verkauft. Der Kaufpreis eines kompletten Loses betrug EUR 45. Jedes Los bestand aus 3 Anteilen. Der Kaufpreis eines Anteiles betrug EUR 15. Spieler hatten die Wahl zwischen dem Kauf eines ganzen Loses und/oder bis zu 3 Anteilen, abhängig davon wie viele Anteile dieses Loses bereits verkauft worden sind. Die Gewinnsumme in diesem Tombolaspiel betrug bis zu EUR 45'000.00 und es werden bis zu 565 Geldpreise vergeben. Die Ziehungsresultate wurden auf der Internetseite veröffentlicht.
| Kategorien | Gewinn (EUR) | Gewinnchancen (1 zu) | Anzahl der Gewinnlose | Bedingung                                     |
| ---------- | ------------ | -------------------- | --------------------- | --------------------------------------------- |
| Alle       | 45'000.00    | 3.54                 | 565                   | Für einen der Preise                          |
| 1.         | 18'000.00    | 2,000                | 1                     | Alle 5 Zahlen in der richtigen Reihenfolge    |
| 2.         | 750.00       | 2,000                | 1                     | Alle 5 Zahlen in der richtigen Reihenfolge    |
| 3.         | 600.00       | 2,000                | 1                     | Alle 5 Zahlen in der richtigen Reihenfolge    |
| 4.         | 450.00       | 2,000                | 1                     | Alle 5 Zahlen in der richtigen Reihenfolge    |
| 5.         | 300.00       | 2,000                | 1                     | Alle 5 Zahlen in der richtigen Reihenfolge    |
| 6.         | 135.00       | 2,000                | 1                     | Alle 5 Zahlen in der richtigen Reihenfolge    |
| Sub        | 180.00       | 2,000                | 2                     | Nächste Nummer zum 1. Preis                   |
| Sub        | 180.00       | 2,000                | 2                     | Nächste Nummer zum 2. Preis                   |
| Sub        | 180.00       | 2,000                | 2                     | Nächste Nummer zum 3. Preis                   |
| Sub        | 17'820.00    | 20.2                 | 297                   | Erste 3 Ziffern der 1., 2. & 3. Gewinnnummer  |
| Sub        | 3'420.00     | 105.3                | 57                    | Letzte 2 Ziffern der 1., 2. & 3. Gewinnnummer |
| Sub        | 2'985.00     | 10.1                 | 199                   | Letzte Ziffer der 1. Gewinnnummer             |

Die Chancen auf einen Gewinn standen bei 1 zu 3.54 und bei 1 in 5.45, dass sie mehr als den Einsatz zurückzugewinnen.

### Sofortgewinnspiele
PLUS Lotto bot eine Vielzahl an Online-Sofortgewinnspielen. Spieler konnten sofort bis zu EUR 10'000.00 gewinnen.

### Rubbellose
PLUS bot sieben Online-Rubbellose. Die Rubbellose kosteten EUR 1 bis EUR 7. Es konnten bis zu EUR 100'000.00 gewonnen werden.

## Wer konnte spielen
- Die Lotterien und Sofortgewinnspiele der ILLF waren autorisiert und kontrolliert durch die liechtensteinische Regierung. Liechtenstein ist ein kleiner souveräner Staat im Herzen Europas und Mitglied der Vereinten Nationen sowie des Europäischen Wirtschaftsraums. Die Lose, die ausschließlich durch Server im Fürstentum Liechtenstein verkauft wurden, wurden innerhalb des Europäischen Wirtschaftsraums im Rahmen des freien Waren- und Dienstleistungsverkehrs der EU verkauft.

- Für eine gültige Teilnahme mussten Mitglieder über 18 Jahre alt sein und durften nicht in den Vereinigten Staaten von Amerika wohnen oder über Schweizer Server zugreifen.